# アルガード
アルガード（Alguard）は、ロート製薬が発売する花粉対策関連商品の総合ブランドで、同社の登録商標（日本第4536461号ほか）である。

## 概要
「アルガード」は元々、花粉症対策の目薬として発売されていた「ロート点眼薬アルガード」（1987年発売、現在の「ロートアルガード」）がブランドの起源である。確かな効き目とさし心地が支持され、発売以来、毎年花粉症対策目薬でトップシェアを保っている。TVCMでのサウンドロゴのメロディーは細かな変更があるものの、現在まで継承されている。
しばらくして、目薬のバリエーション品として、抗炎症成分のアズレンスルホン酸ナトリウムを配合した「アルガード点眼薬クールS」を発売。さらに、鼻炎スプレーと鼻炎ソフトカプセル、マスクを追加発売しラインナップを増やした。その際、TVCMで、花粉症コーナーの特設コーナーの映像で「花粉症コーナーへ」というナレーションとともに紹介されていた。その後も洗眼薬や鼻洗浄液などさまざまな製品が発売され、2020年1月時点では19品目が発売されている。
2009年からは従来からの「定番のアルガード（クールEX・鼻炎クールスプレーa・鼻炎ソフトカプセルEXなど）」に加え、「金のアルガード（クリアブロックa・鼻炎内服薬Z・鼻炎クールアップEX）」や「銀のアルガード（ST点眼薬・ST鼻炎スプレー・抗アレルギーカプセル）」が加わり、症状により製品が選べるようになった。また、鼻炎薬でもチュアブルタイプを品揃えしており、使用場面に応じても選べる。さらに、症状改善のみならず、鼻洗浄器などといった予防アイテムも揃えており、「トータル花粉対策ブランド」として展開している。
最近のTVCMでは「金のアルガード」シリーズである「アルガード鼻炎内服薬Z【指定第2類医薬品】」が薬事法改正に伴う使用上の注意のテロップが付いている。（以前はアルガード鼻炎スプレー、アルガードCTシリーズ、アルガードSTシリーズ/抗アレルギーカプセルのTVCMの後に使用上の注意のテロップが付いていた。）

## 沿革
- 1987年1月 - 「ロート点眼薬アルガード」発売。
- 1992年1月 - 点鼻薬「アルガード鼻炎スプレー」を発売。
- 1994年1月 - 水溶性アズレンを配合した「アルガード点眼薬クールS」発売。
- 1996年2月 - 洗眼薬「アルガードクールシャワー」発売。
- 1997年11月 - クロモグリク酸ナトリウムを配合したアレルギー専用「アルガードCT点眼薬」・「アルガードCT鼻炎スプレー」を発売。
- 1998年1月 - 洗眼薬「アルガードALフラッシュ」発売。
- 1999年
  - 1月 - 日本初となるチュアブル錠タイプの鼻炎用内服薬「アルガード鼻炎クールチュアブル」を発売。
  - 11月 - 「アルガードCT鼻炎スプレー」に、大容量20ml入りを追加発売。
- 2000年1月 - 従来の「アルガード鼻炎スプレー」に替わり、清涼感をアップした「アルガード鼻炎クールスプレー」と、鼻腔洗浄スプレー「アルガード鼻すっきり洗浄液」を発売。
- 2001年12月 - 清涼感を高めた洗眼薬「アルガードALフラッシュクール」を発売。
- 2002年
  - 4月 - l-メントールの配合量を2倍に増量した「アルガード鼻炎クールチュアブルS」をリニューアル発売。
  - 12月 - 「アルガード鼻すっきり洗浄液」の200ml入りを230mlに増量、希望小売価格を値下げしてリニューアル発売。
- 2003年1月 - 「アルガード点眼薬クールS」のパッケージデザインをリニューアル。ハード・O2レンズでのしたまま点眼が可能となった。
- 2004年
  - 1月 - 「アルガードALフラッシュクール」に独自のアイカップ「ぷにょカップ」を採用し、「アルガード目すっきり洗眼薬」としてリニューアル発売。
  - 10月 - 抗ヒスタミン剤メキタジンを配合したソフトカプセルタイプの鼻炎用内服薬「アルガードシールド鼻炎内服薬」を発売。
- 2005年1月 - 患部に長く留まる処方を採用した「ロートアルガードクールEX」を発売。同時に「ロートアルガード」、「アルガード鼻炎クールスプレーa」、「アルガード鼻炎ソフトカプセルEX」、「アルガード鼻炎クールアップソフトチュアブル」をリニューアル発売。この時期よりブランドロゴのフォントが太字になる。
- 2006年1月 - 「ロートアルガードs」、「アルガードすっきり保護クリーム」、「アルガード立体マスク」を追加発売。同時に「アルガード目すっきり洗眼薬α」、「アルガードかぜ・花粉マスク」、「アルガード銀力」をリニューアル発売。（同時に「アルガードCT点眼薬/鼻炎スプレー」が「アルフィット」に名称変更し「アルガード」から独立。点眼薬の「ロートアルフィット」はわかもと製薬に製造委託、鼻炎スプレーは自社製造）
- 2008年2月 - 「アルガード鼻炎クールアップソフトチュアブル」が「アルガード鼻炎クールアップ」に改名。
- 2009年
  - 1月 - 「ロートアルガードクリアブロック」並びに「アルガード抗アレルギーカプセル」を発売。同時に「アルフィット」を処方改良した「アルガードST点眼薬/ST鼻炎スプレー」を発売し、「アルガード」に再統合。
  - 9月 - 日本初のソフトレンズを含む全てのコンタクトレンズ対応の「かゆみ」に効く目薬「ロートアルガードコンタクト」発売。
  - 10月 - セルガイアファイバーを採用した高機能不織布マスク「アルガード抗菌・花粉マスク」を発売。「アルガード」ブランドのマスクを本製品に一本化。
- 2010年
  - 1月 - 抗アレルギー作用のある第二世代の抗ヒスタミン薬である「メキタジン」に「塩酸プソイドエフェドリン」を組み合わせた新しい複合処方を採用した「アルガード鼻炎内服薬Z」を発売。
  - 12月 -「ロートアルガード鼻炎ソフトカプセルEX」と「ロートアルガードコンタクトa」をリニューアル発売。同時に「アルガード鼻炎クールアップ」のパッケージデザインもリニューアル。
- 2011年12月 - 「アルガード鼻炎クールアップ」の抗ヒスタミン剤をd-クロルフェニラミンマレイン酸に替わり、チュアブルタイプの鼻炎用内服薬では日本で初めてメキタジンが追加配合され「アルガード鼻炎クールアップEX」としてリニューアル発売。
- 2012年12月 - アレルギー専用点眼薬「ロートアルガードクリアマイルド」を発売。併せて、「ロートアルガードクリアブロックa」はコンドロイチン硫酸エステルナトリウムを追加配合し、清涼感を向上する処方改良を行い「ロートアルガードクリアブロックEX」にリニューアルし、「アルガード鼻炎クールアップEX」と「ロートアルガードST鼻炎スプレー」のパッケージデザインもリニューアル。
- 2013年
  - 1月 - 塗る透明マスク「ロートアルガード花粉侵入防止ジェル」を発売。
  - 12月 - 「ロートアルガードクリアマイルド」と「アルガード鼻炎内服薬Z」を「ロートアルガードクリアマイルドEX」と「ロートアルガード鼻炎内服薬ZII」としてリニューアル発売。「クリアマイルドEX」はピリドキシン塩酸塩（ビタミンB6）とタウリンを省く替わりに抗炎症成分のプラノプロフェンを配合。「鼻炎内服薬ZII」は無水カフェインの配合量を減らす（150mg/3カプセル → 90mg/3カプセル）代わりに、血管収縮剤のdl-メチルエフェドリン塩酸塩が追加配合された。
- 2014年
  - 1月　-　OTC医薬品で日本初となるトラニラストを配合したアレルギー専用目薬「ロートアルガード プレテクト」を発売。
  - 12月 - 子供用目薬「ロートアルガードこどもクリア」を発売。
- 2015年12月 - すべての有効成分を既承認一般用眼科用薬中最大濃度配合したアレルギー専用目薬「ロートアルガード クリアブロックZ」、「ロートアルガードクリアマイルドZ」を発売し、同時に、「アルガード鼻炎クールアップEX」は無水カフェインを増量（60mg/3錠 → 90mg/3錠）するとともに、速溶性を向上させ、添加物にレモン油やオレンジ油を加えた「フレッシュメントール味」とし、「アルガードクイックチュアブル」に製品名を変更してリニューアル発売。
- 2016年12月 - エピナスチン塩酸塩を配合したアレルギー専用鼻炎薬「アルガード持続性鼻炎シールド24h」を発売。
- 2017年12月 - 鼻炎用内服薬「ロートアルガード鼻炎内服薬ZII」を「ロートアルガード鼻炎内服薬ゴールドZ」としてリニューアル発売。dl-メチルエフェドリン塩酸塩と無水カフェインが増量（60mg/3カプセル → 75mg/3カプセル、90mg/3カプセル → 110mg/3カプセル）され、「鼻炎内服薬ZII」では配合されていたグリチルリチン酸二カリウムに替わり、生薬由来のシンイエキスが配合された。
- 2018年
  - 1月 - 花粉対策スプレー「ロートアルガード エアシャワーZERO」を発売。
  - 12月 - OTC医薬品で日本初となるステロイド成分フルニソリドを配合した点鼻薬「ロートアルガード クリアノーズ 季節性アレルギー専用」を発売。
- 2019年12月 - OTC医薬品で日本初となるトラニラストとプラノプロフェンを同時配合したアレルギー専用目薬「ロートアルガードクリニカルショット」、「ロートアルガードクリニカルショットm」を発売。
- 2020年12月 - アレルギー専用鼻炎薬「ロートアルガード ゼロダイレクト」と携帯用洗眼薬「ロートアルガード どこでも目すっきり洗眼薬」を発売。

## 製品ラインナップ
目薬（眼科用薬）
括弧内の数字は清涼感レベルを表す。なお、「ロートアルガード」・「ロートアルガードs」・「ロートアルガードクールEX」・「ロートアルガードコンタクトa」・「ロートアルガードこどもクリア」は2023年11月から順次パッケージデザインが変更されている（自然切替）。
- ロートアルガードクリニカルショット【第2類医薬品】 - アレルギー専用。「金のアルガード」シリーズに分類される。(4)
- ロートアルガードクリニカルショットm【第2類医薬品】 - アレルギー専用。「金のアルガード」シリーズに分類される。(0)
- ロートアルガードクリアブロックZ【第2類医薬品】 - アレルギー専用。「金のアルガード」シリーズに分類される。(4)
- ロートアルガードクリアマイルドZ【第2類医薬品】 - アレルギー専用。「金のアルガード」シリーズに分類される。(0)
- ロートアルガードクリアブロックEXa【第2類医薬品】 - アレルギー専用。「金のアルガード」シリーズに分類される。2016年2月に添加物の一部（エデト酸Na、ソルビン酸K）を省く処方変更が行われ、「ロートアルガードクリアブロックEX」から製品名が変更された。(4)
- ロートアルガードクリアマイルドEXa【第2類医薬品】 - アレルギー専用。「金のアルガード」シリーズに分類される。「クリアブロックEXa」同様、2016年2月に添加物の一部（エデト酸Na、ソルビン酸K）を省く処方変更が行われ、「ロートアルガードクリアマイルドEX」から製品名が変更された。(0)
- ロートアルガード【第2類医薬品】 - 2012年に仕様変更を行い、ワンタッチ式スクリューキャップと「フリーアングルノズル」を採用した新容器となった。(4)
- ロートアルガードs【第2類医薬品】 - 「ロートアルガード」同様に2012年に仕様変更を行い、ワンタッチ式スクリューキャップと「フリーアングルノズル」を採用した新容器となった。(0)
- ロートアルガードクールEX【第2類医薬品】(5)
- ロートアルガードコンタクトa【第3類医薬品】 - コンタクトレンズ用（カラーコンタクトレンズは不可）。2010年12月のリニューアルでは、これまで配合されていた抗炎症成分のグリチルリチン酸二カリウムに替わり、クロルフェニラミンマレイン酸塩とコンドロイチン硫酸エステルナトリウムを配合した。(4)
- ロートアルガードこどもクリア【第3類医薬品】 - 15歳未満の子供専用。(1)

鼻炎用内服薬
現行製品はすべて「金のアルガード」シリーズに属する。
- ロートアルガード鼻炎内服薬ゴールドZ【指定第2類医薬品】 - ソフトカプセルタイプ。
- アルガードクイックチュアブル【第2類医薬品】 - 携帯ケース入りのソフトチュアブル錠タイプ。2011年12月のリニューアルで「金のアルガード」シリーズに移行となった。

点鼻薬
- ロートアルガードST鼻炎スプレー【第2類医薬品】 - 「アルフィット鼻炎スプレー」後継のアレルギー専用。発売当初、同じくクロモグリク酸ナトリウムを配合した「ロートアルガードST点眼薬」と同様に「銀のアルガード」シリーズに分類されていたが、2012年12月のパッケージリニューアルにより、「金のアルガード」シリーズに移行。さらに、メーカー希望小売価格を値下げした（本体価格 1,400円→1,280円）。
- アルガード鼻炎クールスプレーa【第2類医薬品】

目・鼻用洗浄液
- アルガード目すっきり洗眼薬α【第3類医薬品】 - 洗眼薬。2013年12月に仕様変更を行い、これまでの「ぷにょカップ」から新型アイカップ「イージーカップ」に変更し、ボトルも中央にくぼみをつけた形状となった。
- アルガード鼻すっきり洗浄液【一般医療機器】 - フリーストップ式ノズルを採用した鼻腔洗浄スプレー。2021年にパッケージデザインが刷新され、「アルガード」のブランドロゴが太字となった。（製造販売元：小池化学）

### 販売店限定品
目薬
以下に述べる製品はいずれも「金のアルガード」シリーズに属しており、一部の店舗において「ロートアルガードクリアブロックZ」・「ロートアルガードクリアマイルドZ」に代わって取り扱われている。
- ロートアルガードクリアブロックZII【第2類医薬品】 - 「ロートアルガードクリアブロックZ」の処方をベースにグリチルリチン酸二カリウムを追加配合したアレルギー専用眼科用薬。(4)
- ロートアルガードクリアマイルドZII【第2類医薬品】 - 「ロートアルガードクリアマイルドZ」の処方をベースにグリチルリチン酸二カリウムを追加配合したアレルギー専用眼科用薬。(0)

マスク
- ロートアルガード抗菌&消臭フィルターマスク - コンビニエンスストア向け（なお、同じコンビニエンスストア向けである「メンソレータムエアリーフィットマスク」とは同一仕様で店舗によって製品名が異なる程度となる）。

### 製造終了品
目薬
- ロート点眼薬アルガード
- ロート点眼薬アルガードa - 改良に伴い「ロートアルガード」へ継承
- アルガード点眼薬クールS - 1994年1月発売。改良に伴い「ロートアルガードクールEX」へ継承
- アルガードCT点眼薬 - 1997年11月発売。（製造販売元：藤沢薬品工業(現・第一三共ヘルスケア)）
- ロートアルガードコンタクト【第3類医薬品】 - 改良に伴い「ロートアルガードコンタクトa」へ継承
- ロートアルガードST点眼薬【第2類医薬品】
- ロートアルガードクリアマイルド【第2類医薬品】 - 改良に伴い「ロートアルガードクリアマイルドEX」へ継承
- ロートアルガードプレテクト【第2類医薬品】 - 日本薬局方 トラニラスト点眼液。2018年3月に区分を変更。2019年5月製造終了。同年12月に発売された「ロートアルガードクリニカルショットm（プラノプロフェンなどを配合した複合処方のアレルギー専用眼科用薬）」が実質的な代替製品となる。(0)

洗眼薬
- アルガードクールシャワー
- アルガードALフラッシュ（製造販売元：日東メディック）
- アルガードALフラッシュクール
- アルガード目すっきり洗眼薬 - 改良に伴い「アルガード目すっきり洗眼薬α」へ継承
- ロートアルガードどこでも目すっきり洗眼薬【第3類医薬品】 - 携帯用洗眼薬。目薬の要領で点眼し、あふれた薬液を清潔なティッシュで吸い取るため、洗顔カップは不要である。2023年4月製造終了。

鼻炎用内服薬
- アルガード鼻炎クールチュアブル
- アルガード鼻炎クールチュアブルa
- アルガード鼻炎クールアップソフトチュアブル
- アルガード鼻炎クールアップ【第2類医薬品】 - 改良に伴い「アルガード鼻炎クールアップEX」へ継承
- アルガード鼻炎クールアップEX【第2類医薬品】 - 改良に伴い「アルガードクイックチュアブル」へ継承
- アルガード鼻炎ソフトカプセル - PPA問題に対処する為販売終了
- アルガード鼻炎ソフトカプセルa - 改良に伴い「アルガード鼻炎ソフトカプセルEX」へ継承
- ロートアルガード鼻炎ソフトカプセルEX【指定第2類医薬品】 - 「ロートアルガード鼻炎内服薬ゴールドZ」へ統合のため、2017年11月製造終了
- アルガードシールド鼻炎内服薬【第2類医薬品】 - 「アルガード鼻炎内服薬Z」へ継承のため販売終了
- アルガード鼻炎内服薬Z【指定第2類医薬品】 - 改良に伴い「ロートアルガード鼻炎内服薬ZII」へ継承
- アルガード鼻炎内服薬ZII【指定第2類医薬品】 - 改良に伴い「ロートアルガード鼻炎内服薬ゴールドZ」へ継承
- アルガード持続性鼻炎シールド24h【第2類医薬品】 - アレルギー専用カプセルタイプ（「シームレスカプセル」採用）。2019年1月製造終了（製造販売元：森下仁丹）
- ロートアルガードゼロダイレクト【第2類医薬品】 - PTP包装のアレルギー専用チュアブル錠タイプ（フェキソフェナジン塩酸塩配合）。2022年10月製造終了

抗アレルギー薬
- アルガード抗アレルギーカプセル【第1類医薬品】

点鼻薬
- アルガード鼻炎スプレー
- アルガード鼻炎クールスプレー - 改良に伴い「アルガード鼻炎クールスプレーa」へ継承
- アルガードCT鼻炎スプレー - 1997年11月発売。「アルフィット鼻炎スプレー」を経て、「ロートアルガードST鼻炎スプレー」へ継承（製造販売元：藤沢薬品工業(現・第一三共ヘルスケア)）
- ロートアルガードクリアノーズ 季節性アレルギー専用【要指導医薬品】 - 2021年11月製造終了

マスク
- アルガードかぜ・花粉ぴったりフィットマスク
- アルガードかぜ・花粉マスク
- アルガード銀力
- アルガード立体マスク
- アルガード抗菌・花粉マスク - 2018年4月製造終了

化粧品
- アルガードすっきり保護クリーム

雑貨
- アルガード鼻すっきりスルー
- ロートアルガード花粉侵入防止ジェル - 鼻の外側に塗る透明マスク。「爽快タイプ」・「マイルドタイプ」の2種類をラインナップしていた。2016年11月製造終了。
- ロートアルガードエアシャワーZERO　- 衣類や布製品に使用する花粉・ハウスダスト対策スプレー。